# Mike Leon Lichtenberg
Mike Leon Lichtenberg, Künstlername Mike Leon, (* 2001 in Berlin) ist ein deutscher Schauspieler und Musiker.

## Leben
Mike Leon Lichtenberg begann nach eigener Angabe im Alter von 15 Jahren, eigene Songs zu schreiben und sich über Social Media zu vermarkten. 2016 erschien mit Liebesbuch seine erste Single, der bis Ende 2019 weitere folgten.
Parallel entdeckte Lichtenberg sein Interesse am Schauspiel und dem Influencer-Dasein. 2019 wurde er im Hauptcast der Nickelodeon-Musikserie Spotlight aufgenommen und spielt bis heute (2022) die Rolle des „Mads“ – ein junger Rapper/Songtexter. Innerhalb der zwei bisherigen Staffeln entstanden fünf Songs, die über Edel:Kids veröffentlicht wurden.

## Filmografie
- 2023 Nächste Ausfahrt Glück Folge 7–8 (ZDF, Fernsehserie)
- 2022: White Secrets (Kurzspielfilm)
- 2019–2022: Spotlight Staffeln 4–6 (HR „Mads“,  Fernsehserie)
- 2019: Nickelodeon SlimeFest (Co-Moderation)[3]

## Diskografie

### Album
- 2020: Spotlight – Der Original-Soundtrack zur TV-Serie (5 Songs, Edel Music)

### Singles
- 2016: Liebesbuch (mit Sofia Knieß, Miami-Blue Records)
- 2021: Träume von dir (Eigenveröffentlichung)